# 原物归位
原物归位（英語：Anastylosis，源自古希臘語αναστήλωσις，意思是「重建」）是一个考古学术语，指修复古建筑时，经过谨慎研究和测量之后尽可能采用原件进行重建。已无法使用原件的部分，则用颜色、质地不同的现代材料代替，以使人能仅凭肉眼分辨原件部分和补充部分。此外，該詞也會應用到較小型古物如陶器等的修復上，指使用當時相同的技術來修復這些器物。